# Benthomangelia bandella
Benthomangelia bandella é uma espécie de gastrópode do gênero Benthomangelia, pertencente a família Mangeliidae.